# Manuel Rovira i Serra
Manuel Rovira i Serra (Barcelona, 1 de gener de 1865 - Cervelló, 26 d'abril de 1929). Fou un dramaturg, poeta i advocat català.
Els seus pares Joan Rovira i Raventós, fuster de Vallirana i Engracia Serra i Llorens, de Cadaqués, havien anat a viure a Barcelona. Es van casar a la parròquia de Betlem l'any 1863. En Manuel va néixer a Barcelona i va ésser batejat a la parròquia de Sant Josep, el 6 de gener. Als dotze anys va escriure dos drames en vers. De ben jove es va traslladar a viure a Cuba on degué fer negocis i en prosperà, ja que de retorn a Barcelona estudià d'advocat. volia ser escriptor però per voluntat del seu pare va haver d'anar a Cuba per ser comerciant. Al tornar a Barcelona va estudiar dret i va continuar amb que li agradava, la literatura dramàtica.
El 16 d'agost de 1883 es casà a la parròquia de Sant Miquel de Barcelona, amb Montserrat Burgada i Campderrós, de Vallirana. Van tenir tres fills: Els advocats Josep Maria (Consejero Permanente de Estado, el 1965). En Manuel Maria, i Montserrat. El 1902 es traslladà a viure a Madrid, on fou un dels organitzadors del Centre Català. Com a polític, milità en els partits de Castelar, Ruiz Zorrilla, Canalejas així com en el partit reformista. La seva obra com a dramaturg és molt extensa amb títols que va publicar en català i castellà. Ben precoç, als 17 anys estrenà Herir con honra i continuà escrivint fins als 40 anys en què va deixar de publicar. De la seva poesia no es coneix cap publicació, sols en resten manuscrits.

## Cervelló
L'any 1894, junt amb la seva esposa, estableix a Cervelló la segona residència i es fan construir una casa envoltada de jardí, al mig del poble. La casa, d'estil eclèctic, es va anomenar Torre Rovira. Més endavant hi van fer petites remodelacions d'estil modernista, com les cotxeres, l'interior de la casa i el jardí. Actualment l'edifici -molt remodelat l'any 1970- és la Casa de la Vila.
La més interessant de les seves obres de teatre és el drama Gent de Vidre. Aquest obra va ser inspirada en uns fets de Cervelló. L'any 1893 uns treballadors de la fàbrica de vidre, de l'empresa de Joaquim Mensa, van fer vaga. El propietari els va acomiadar i ells van unir-se per fer una cooperativa i una nova fàbrica, un edifici justament al davant del Can Mensa. A partir d'aquests fets, en Rovira i Serra va escriure el drama sobre el conflicte dels treballadors del ram del vidre amb l'empresari i la patronal. L'autor coneix molt bé el tema ja que ell mateix va intervenir a les gestions de la formació de la primera cooperativa del vidre de Catalunya i l'Estat. Quan es va estrenar l'obra va tenir crítiques a favor i en contra i molts articles a la premsa.
Els últims anys els va viure a Cervelló i la gent més gran el recordava tancat al seu estudi escrivint, aquest estava a una de les cantonades del gran jardí de darrera la casa, o bé passejant-hi en ell.

## Obra dramàtica
- 1882, 15 de maig. Herir con honra (El juez en su causa). Drama en tres actos y en prosa de costumbre cubanas. Estrenat al teatre Tívoli de Barcelona.
- 1887, 10 de març. Els orfanets. Quadre dramàtic en un acte i en vers. Estrenat al teatre Principal de Barcelona.
- 1892. 29 de febrer. El dia del judici. Comèdia en un acte i en vers. Estrenada al teatre Novetats de Barcelona.
- 1892, 24 de maig. 20 $ per endavant. Joguina en un acte i en vers. Estrenada al teatre Novetats de Barcelona.
- 1893, 15 de març. L'hereu del mas. Drama en tres actes i un epíleg, escrit en vers. Estrenat al teatre Novetats de Barcelona.
- 1893, 11 de novembre. La Nana. Paròdia en un acte i tres quadres, del drama Mariana, original de José Echegaray, estrenada al teatre Granvia de Barcelona.
- 1893, 24 de novembre. Carles I. Comèdia en un acte i en prosa, estrenada al teatre Romea de Barcelona.
- 1893, 28 desembre. Puput, estrenada al teatre Romea.
- 1894, 6 de gener. L'ànima de canti. Paròdia dramàtico-còmica i mímica de la tragèdia L'ànima morta d'Àngel Guimerà. Estrenada al teatre Zorrilla de Badalona.
- 1894, 17 de gener. L'Àliga negra. Drama en 5 actes i en prosa. Estrena al teatre Novetats de Barcelona.
- 1896, 14 de gener. Trampes!!!. Comèdia en tres actes i en vers, estrenada al teatre Romea de Barcelona.
- 1899, 4 de desembre. Els minaires. Drama en tres actes, escrit en prosa. Estrenat al teatre Romea de Barcelona.
- 1898, Retorn : (el repatriat). Quadre dramàtic en vers. Estrenat al teatre Romea de Barcelona. (És una de les poques obres de teatre, d'arreu, que fa al·lusió als fets de la Guerra de Cuba de 1898 i dels qui van retornar).[10]
- 1901, 25 de gener. Gent de vidre. A. López Robert. Estrenat al teatre Romea. (Escenògraf: Maurici Vilomara. Intèrprets: Iscle Soler, Jaume Virgili...)
- 1901. Sin gobierno. comedia en tres actos
- 1903/1904. El parador de las golondrinas, sarsuela amb música d'Amadeu Vives, estrenada al Teatro de la Zarzuela de Madrid (1903) i al Teatre Nou de Barcelona, el 27 d'octubre de 1904.
- 1909. La venus negra. Comèdia dramàtica en un acte i en prosa.
- 1914. El Sabio Vernier. Opereta bufa un acte... inspirada en una obra francesa